# Edna Cooke Shoemaker
Edna Cooke Shoemaker (1889-1975)[carece de fontes?] foi uma artista e ilustradora norte-americana. Nascida na Filadélfia, formou-se na Philadelphia High School for Girls em 1908 e foi aluna na Philadelphia Academy of Art. Ela ilustrou anúncios de revistas, capas de revistas, incluindo Ladies Home Journal (abril de 1920, junho de 1920, e agosto de 1920); e Etude (outubro de 1928 ); e livros infantis, incluindo Tommy Tip Toe, Stories of Mrs. Moleworth, Histórias de Juliana Horatia Ewing, e East o' the Sun, West o' the Moon.